# Tess of the Storm Country (1914)
Tess of the Storm Country is een stomme film uit 1914 onder regie van Edwin S. Porter. De film is gebaseerd op een boek van Grace Miller White en kreeg zowel in 1922, 1932 als 1960 een nieuwe verfilming.

## Verhaal
Tessibel Skinner is een jong meisje dat verliefd wordt op een priester. Later biedt ze onderdak aan zijn zwangere zus en besluit de baby op te voeden wanneer deze wordt geboren. Ondertussen wordt haar vader aangeklaagd voor moord en doet Tess er alles aan hem vrij te krijgen.

## Rolverdeling
| Acteur          | Personage        |
| --------------- | ---------------- |
| Mary Pickford   | Tessibel Skinner |
| Harold Lockwood | Frederick Graves |
| Olive Carey     | Teola Graves     |
| David Hartford  | Vader Skinner    |